# Суха Солониця
Суха́ Солони́ця — село в Україні, в Лубенському районі Полтавської області. Населення становить 133 осіб. Колишній орган місцевого самоврядування — Березотіцька сільська рада.

## Географія
Село Суха Солониця знаходиться за 2,5 км від лівого берега річки Сула, вище за течією на відстані 2 км розташоване село Березоточа, нижче за течією на відстані 1,5 км розташоване село Піски.

## Історія
12 червня 2020 року, відповідно до розпорядження Кабінету Міністрів України № 721-р «Про визначення адміністративних центрів та затвердження територій територіальних громад Полтавської області», село увійшло до складу Лубенської міської громади.
19 липня 2020 року, в результаті адміністративно - територіальної реформи та ліквідації Лубенського району(1923-2020), село увійшло до складу новоутвореного Лубенського району.

## Населення
Згідно з переписом УРСР 1989 року чисельність наявного населення села становила 199 осіб, з яких 90 чоловіків та 109 жінок.
За переписом населення України 2001 року в селі мешкала 131 особа.

### Мова
Розподіл населення за рідною мовою за даними перепису 2001 року:
| Мова       | Відсоток |
| ---------- | -------- |
| українська | 96,24 %  |
| російська  | 3,76 %   |